# Toyota Blade
La Blade est une voiture produite par la marque japonaise Toyota lancée en décembre 2006. Il s'agit, au Japon, d'une version luxueuse et plus puissante de l'Auris
La calandre diffère de celle de l'Auris mais la carrosserie est commune aux deux modèles. La Blade se distingue toutefois de sa sœur roturière par ses moteurs : soit un 4 cylindres 2,4 litres de 167 ch, arrivé dès la sortie de la Blade en décembre 2006 et livrable en traction ou 4 roues motrices. Soit un gros V6 3,5 litres affichant cette fois 280 ch et uniquement proposé en traction. Ce moteur a complété la gamme Blade en août 2007.
La gamme de prix de la Blade débute là où celle de l'Auris termine : alors que cette dernière coûte, au plus, 2 331 000 ¥ au Japon (version 1.8 4WD), la Blade débute à 2 300 000¥ en 4 cylindres traction. La version V6 culmine à 3 300 000 ¥ (prix à juillet 2011).

## Carrière
Au Japon, la reine de la catégorie, ce n'est pas l'Auris mais la Corolla. Du coup, la Blade, version huppée de l'Auris, ne mène qu'une carrière très discrète dans un pays où une berline "premium" doit plutôt être une tricorps et non une deux volumes avec hayon, comme c'est le cas de la Blade.
La Blade a néanmoins réalisé une belle première année pleine, en 2007, avec 31 467 ventes sur le marché japonais, soit presque autant que l'Auris : 32 343.
Mais dès l'année suivante, la Blade s'effondrait : 10 096 exemplaires, puis seulement 3 570 en 2009.
En 2010, 2 422 Blade ont été vendues au Japon, contre 18 606 Auris et... 94 024 Corolla.
En 2011, 1 238 Blade ont été vendues au Japon